# Seif Kadhim
Seif Kadhim Husayn (sinh ngày 7 tháng 2 năm 1991) là một cầu thủ bóng đá người Thụy Điển gốc Iraq thi đấu ở vị trí tiền vệ cho Umeå FC. Sinh ra ở Thụy Điển, Kadhim thi đấu ở Allsvenskan cho Örgryte IS, và Superettan for Örgryte IS và Umeå FC.